# Stictopisthus perfidus
Stictopisthus perfidus är en stekelart som först beskrevs av Pierre L. G. Benoit 1955.  Stictopisthus perfidus ingår i släktet Stictopisthus och familjen brokparasitsteklar. Inga underarter finns listade i Catalogue of Life.